# Porto (Arteijo)
Porto es un lugar situado en la parroquia de Sorrizo, del municipio de Arteijo, en la provincia de La Coruña, Galicia, España.

## Demografía
| Gráfica de evolución demográfica de Porto entre 2000 y 2018 |
|                                                             |
| Población de derecho según el padrón municipal del INE      |